# Pedro Winter

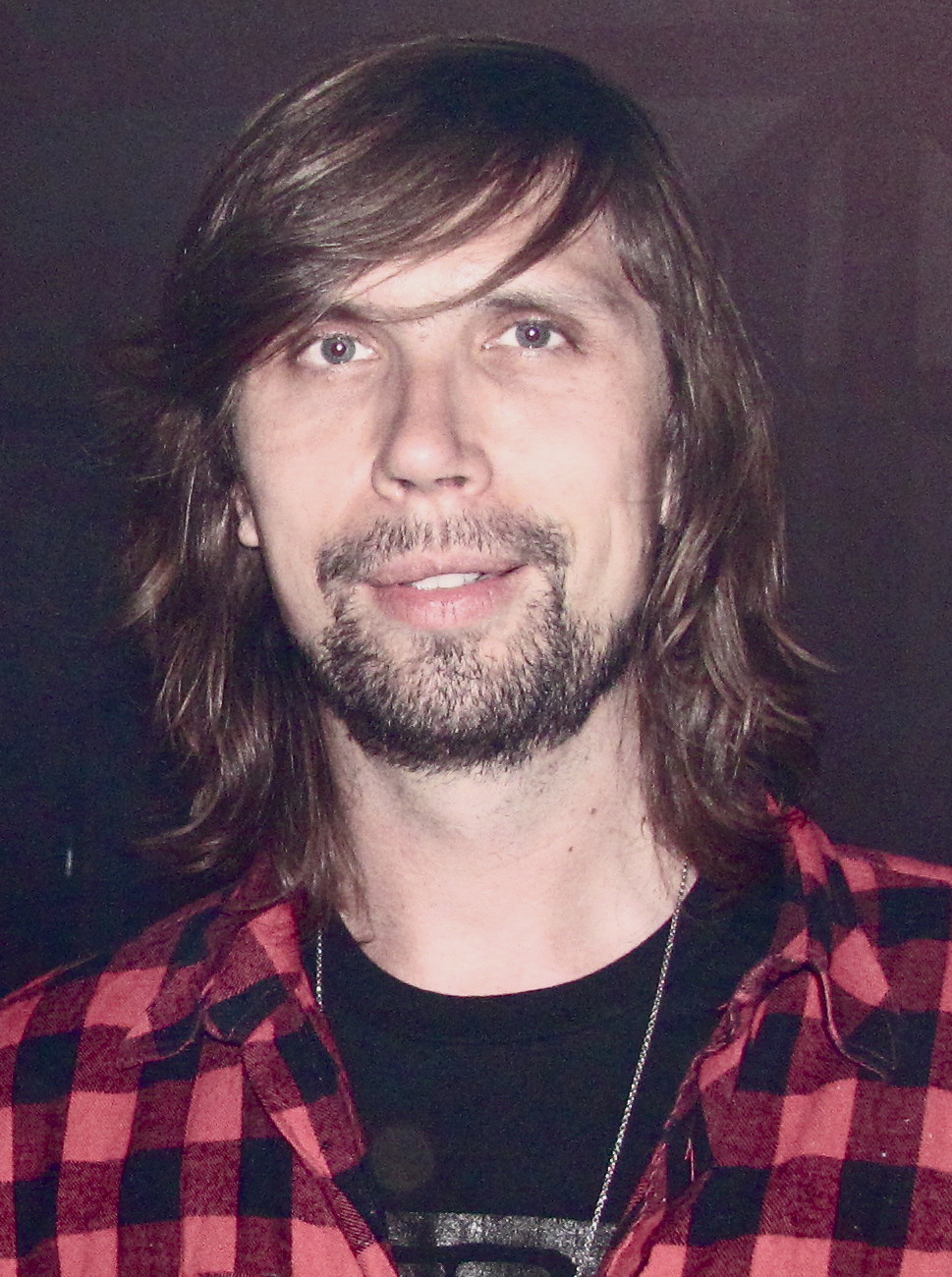
Pedro Winter

Pedro Winter (geboren als Pierre Winter; Parijs, 21 april 1975), ook bekend als Busy P, is een Frans electro/house dj, producer, manager en baas van Ed Banger Records label. Winter is de manager van Cassius, Cosmo Vitelli, Justice en voormalig manager van Daft Punk. Hij heeft een broer, Thomas Winter, die ook een muziekcarrière heeft als indie- en electrozanger. Zijn remix What's Your Name Again werd op het moment van uitbrengen een grote clubhit. De muziekvideo voor dat nummer werd uitgebracht onder het Ed Banger Records label.
Winters debuut-ep is in 2007 uitgekomen onder het label Ed Banger Records.

## Discografie

### Ep's
- Rainbow Man (2007)